# 1995 في البرازيل
فيما يلي قوائم الأحداث التي وقعت خلال عام 1995 في البرازيل.

## سياسة

### تعيين في المنصب
- 1 يناير – فيرناندو أنريك كاردوسو رئيس البرازيل.
- 1 فبراير – مارينا سيلفا عضو مجلس الشيوخ من البرازيل.

### انتهاء فترة المنصب
- 1 يناير – إيتامار فرانكو رئيس البرازيل.

## رياضة
- 1 يناير – الدوري البرازيلي لكرة القدم 1995
- 26 مارس – جائزة البرازيل الكبرى 1995 الفائز مايكل شوماخر.

## مواليد

### يناير
- 4 يناير – إلسمي إولر سيلفا كافليكانتي لاعب كرة قدم برازيلي.
- 28 يناير – أليف لاعب كرة قدم برازيلي.

### فبراير
- 3 فبراير – ليوناردو دي سوزا بريرا لاعب كرة قدم برازيلي.
- 7 فبراير – همبرتو سيلفا
- 9 فبراير – أوتافيو إدميلسون دا سيلفا مونتيرو لاعب كرة قدم برازيلي.
- 22 فبراير – ليكسا

### مارس
- 18 مارس – جوليا غولداني تيليس

### أبريل
- 25 أبريل – هورنايكر ميندز مرعيروس لاعب كرة قدم برازيلي.

### مايو
- 11 مايو – رونييليتون دا سيلفا باربوزا لاعب كرة قدم برازيلي.

### يونيو
- 18 يونيو – غويلهيرم خيمينيز دي سوزا لاعب كرة قدم برازيلي.
- 30 يونيو – مارينا روي باربوسا ممثلة برازيلية.

### يوليو
- 6 يوليو – رايسا سانتانا عارضة برازيلية.
- 6 يوليو – لوكاس دياس لاعب كرة سلة برازيلي.

### أغسطس
- 24 أغسطس – ويلينغتون دانيال بوينو لاعب كرة قدم برازيلي.
- 26 أغسطس – ماتيوس بيتكو لاعب كرة قدم برازيلي.

### سبتمبر
- 21 سبتمبر – برونو كابوكالو لاعب كرة سلة برازيلي.

### نوفمبر
- 30 نوفمبر – رافاييل راتون لاعب كرة قدم برازيلي.

### ديسمبر
- 1 ديسمبر – اليسون أنريك ميرا لاعب كرة قدم برازيلي.
- 6 ديسمبر – إيفان كارلوس فرانكا كويلو لاعب كرة قدم برازيلي.
- 28 ديسمبر – روني لوبيس لاعب كرة قدم برتغالي.

## وفيات

### سبتمبر
- 15 سبتمبر – ديرسو (مواليد 1952) لاعب كرة قدم برازيلي.